# エース電研
株式会社エース電研（エースでんけん、英: ACE DENKEN Co,.Ltd.）は、主にパチンコパーラー向けの集配装置を製造している企業。株式会社ソフィアの連結子会社。かつてはパチンコ・パチスロ遊技機を製造・販売していた（2000年 - 2014年）。
1965年にパチンコ玉の集配装置を製造する会社として創業し、翌年に法人化した。 2000年からaaa（トリプル・エー。ace active amusement=エース・アクティブ・アミューズメントの略）ブランドでパチンコ機の企画・販売も行っていたが、2014年を以て自社ブランドでの販売から撤退。そのため、現在では筆頭株主であるソフィアから、人気があったコンテンツのみリリースが継続されている他、2020年より一部西陣ブランドのパチンコ機の製造を行っている。また、2023年の西陣廃業後は西陣ブランドの補給機器のメンテナンスを担当する。

## パチンコ機一覧

### 旧要件機（主要機種）
- 2000年 - CRむし虫ランド
- 2001年 - CR髪さまヘルプ
- 2002年 - CRむし虫ランド炸裂編、CR上へまいりま〜す
- 2003年 - CR忠犬ぱち工、CRライオンハート
- 2004年 - CR熱湯ルーレット、CRベルサイユのばら、CRタイガーマスク

### 2004年改正規則準拠機
| 機種名                                 | 発売年月   | 備考                            |
| -------------------------------------- | ---------- | ------------------------------- |
| CR上へまいりま〜す2                    | 2005年4月  | 初の新要件機                    |
| CRカジノキング                         | 2005年8月  |                                 |
| CRびんぼー頭巾                         | 2005年10月 |                                 |
| CRデカチュー                           | 2005年10月 | 直撃大当り搭載の羽根モノタイプ  |
| CRさまぁ〜ずかよ!                      | 2006年1月  |                                 |
| CRパチンコマン                         | 2006年5月  |                                 |
| CRベルサイユのばらII                   | 2006年9月  | 初の甘デジスペック発売          |
| CRバルタン星人!?                       | 2006年10月 |                                 |
| CR電撃ネットワーク                     | 2007年1月  |                                 |
| CRむし虫物語                           | 2007年3月  |                                 |
| CR押忍!!空手部                         | 2007年5月  | 新枠導入                        |
| CRショックボーイズ                     | 2007年6月  | 直撃大当り搭載の羽根モノタイプ  |
| CR五木ひろし歌舞奏                     | 2007年7月  |                                 |
| CRゴクウ                               | 2007年10月 |                                 |
| CRWWEこそがNO.1プロレスパチンコ機      | 2008年2月  |                                 |
| CR快傑ライオン丸                       | 2008年12月 |                                 |
| CR上へまいりま〜す3                    | 2009年2月  |                                 |
| CRベルサイユのばらIII 薔薇は美しく散る | 2009年6月  |                                 |
| CRAクイズタイムショック                | 2009年9月  |                                 |
| CR新選組群狼伝                         | 2010年1月  |                                 |
| CRイタズラなKiss                       | 2010年6月  |                                 |
| CRモンキーターン                       | 2010年8月  |                                 |
| CR天空のエスカフローネ                 | 2011年1月  |                                 |
| CR特捜戦車隊ドミニオン                 | 2011年3月  |                                 |
| CRエースをねらえ!                      | 2011年8月  | 新枠導入                        |
| CR恋姫†無双                            | 2012年1月  |                                 |
| CR上へまいりま〜す4                    | 2012年3月  |                                 |
| CRベルサイユのばら 薔薇の運命          | 2012年7月  | 2012年新内規（ヘソ賞球1個）対応 |
| CR銀河英雄伝説                         | 2013年1月  |                                 |
| CRさくらももこ劇場 スーパー0くん       | 2013年7月  |                                 |
| CR押忍!!空手部 激闘編                  | 2013年11月 |                                 |
| CR有閑倶楽部                           | 2014年3月  |                                 |
| CR恋姫†夢想 乙女、入り乱れるのこと!    | 2014年6月  | 事実上の同社最後の遊技台        |